# Syens
Syens ist eine politische Gemeinde im Distrikt Broye-Vully des Kantons Waadt in der Schweiz.

## Geographie

Luftbild (1964)

Syens liegt auf 588 m ü. M., 24 km südwestlich des Bezirkshauptortes Payerne (Luftlinie). Das kleine Haufendorf erstreckt sich auf einem Geländevorsprung auf der rechten Talseite der Bressonne, nordöstlich der Höhen des Jorat, im östlichen Waadtländer Mittelland.
Die Fläche des 2,5 km² grossen Gemeindegebiets umfasst einen Abschnitt des Molassehügellandes im Bereich des mittleren Broyetals. Der Hauptteil des Gebietes liegt an einem nach Norden abfallenden Höhenrücken, der im Westen und Norden vom Tal der Bressonne, im Osten von demjenigen des Seitenbachs Carrouge begrenzt wird. Im Wald Bois de Bioley südlich des Dorfes wird mit 710 m ü. M. der höchste Punkt von Syens erreicht. Nördlich der Bressonne erstreckt sich der Gemeindeboden bis auf die Höhe von Rossenges (bis 690 m ü. M.). Von der Gemeindefläche entfielen 1997 13 % auf Siedlungen, 36 % auf Wald und Gehölze und 51 % auf Landwirtschaft.
Zu Syens gehören mehrere Einzelhöfe. Nachbargemeinden von Syens sind Moudon, Vulliens, Vucherens, Hermenches und Rossenges.

## Bevölkerung
Mit 165 Einwohnern (Stand 31. Dezember 2023) gehört Syens zu den kleinsten Gemeinden des Kantons Waadt. Von den Bewohnern sind 86,3 % französischsprachig, 8,6 % deutschsprachig und 1,7 % englischsprachig (Stand 2000). Die Bevölkerungszahl von Syens belief sich 1900 noch auf 175 Einwohner. Danach wurde bis 1980 durch starke Abwanderung eine Abnahme um rund 50 % auf 93 Einwohner verzeichnet; seither stieg die Bevölkerungszahl wieder deutlich an.

## Wirtschaft
Syens war bis Mitte des 20. Jahrhunderts ein vorwiegend durch die Landwirtschaft geprägtes Dorf. Noch heute haben der Ackerbau, der Obstbau und die Viehzucht eine gewisse Bedeutung in der Erwerbsstruktur der Bevölkerung. Weitere Arbeitsplätze sind im lokalen Kleingewerbe und im Dienstleistungssektor vorhanden. Ein wichtiges Unternehmen mit Sitz in Syens ist die Impressor SA, eine Wertpapierdruckerei. In den letzten Jahrzehnten hat sich das Dorf auch zu einer Wohngemeinde entwickelt. Einige Erwerbstätige sind deshalb Wegpendler, die vor allem in Moudon und in Lausanne arbeiten.

## Verkehr
Die Gemeinde ist verkehrstechnisch gut erschlossen. Sie liegt nur wenig abseits der Hauptstrasse 1 von Lausanne via Payerne nach Bern, die vor der Eröffnung der Autobahn von Bern in die Westschweiz hohe Verkehrsfrequenzen aufwies. Von dieser Hauptstrasse zweigt bei Syens die Strasse von Moudon nach Vevey ab. Durch die Autobuslinie 62 der Transports publics de la région Lausannoise, die von Lausanne nach Moudon verkehrt, ist Syens an das Netz des öffentlichen Verkehrs angebunden.

## Geschichte
Die erste urkundliche Erwähnung des Ortes erfolgte bereits im 10. Jahrhundert unter dem Namen Ciens. Später erschienen die Bezeichnungen Ciens in comitatu Waldensi (1081) und Siens (1228). Der Ortsname geht auf den burgundischen Personennamen Sigo zurück und bedeutet bei den Leuten des Sigo.
Syens gehörte im Mittelalter zur savoyischen Burgvogtei Moudon. Im 15. Jahrhundert wurde es zu einer eigenen kleinen Herrschaft erhoben. Mit der Eroberung der Waadt durch Bern im Jahr 1536 gelangte das Dorf unter die Verwaltung der Landvogtei Moudon. Nach dem Zusammenbruch des Ancien Régime gehörte Syens von 1798 bis 1803 während der Helvetik zum Kanton Léman, der anschliessend mit der Inkraftsetzung der Mediationsverfassung im Kanton Waadt aufging. 1798 wurde es dem Bezirk Moudon zugeteilt.

## Sehenswürdigkeiten
Die Kirche von Syens geht in ihrem Kern auf einen Bau aus dem Mittelalter zurück. Aus dieser Zeit ist noch der Chor (15. Jahrhundert) erhalten; die übrigen Teile stammen von einer Erweiterung im Jahr 1787. Im Ortskern befinden sich einige typische Bauernhäuser aus dem 18. und 19. Jahrhundert.